# Джуйом
Джуйо́м (перс. جويم‎) — небольшой город на юге Ирана, в провинции Фарс. Входит в состав шахрестана  Ларестан. По данным переписи, на 2006 год население составляло 6 396 человек.

## География
Город находится в южной части Фарса, в горной местности юго-восточного Загроса, на высоте 841 метра над уровнем моря.
Джуйом расположен на расстоянии приблизительно 195 километров к юго-востоку от Шираза, административного центра провинции и на расстоянии 855 километров к юго-юго-востоку (SSE) от Тегерана, столицы страны. Основу экономики города составляет сельскохозяйственное производство.